# ألكسيوس الثالث أنجيلوس
ألكسيوس الثالث أنجيلوس (باليونانية: Αλέξιος Γ 'Άγγελος) ( 1153م - 1211م) إمبراطور بيزنطة من مارس 1195م إلى يوليو 1203م. عضو في العائلة الإمبراطورية الموسعة. اعتلى أليكسيوس العرش بعد الإطاحة بأخيه الأصغر إسحاق الثاني، بعدما سمل عينيه، وسجنهُ، كان الحدث الأكبر أهمية في عهده هو هجوم الحملة الصليبية الرابعة على القسطنطينية عام 1203م، نيابةً عن ألكسيوس الرابع أنجيلوس. تولى ألكسيوس الثالث الدفاع عن المدينة، التي أساء إدارتها، ثم هرب من المدينة ليلًا مع إحدى بناتهِ الثلاثة. إلى أدرنة، ومن ثمَّ إلى ميزينوبوليس، حاول حشد مؤيديهِ لكن دون جدوى، حتى وقع أسيرًا لدى بونيفاس من مونفيرات. وقد أُطلق سراحه، وأُرسِل إلى آسيا الصغرى، حيث تآمر ضد صهرهِ تيودور لاسكارس، ولكن أُلقيَ القبض عليه في النهاية، وقضى أيامهُ الأخيرة محصورًَا في دير هايكينثوس في نيقية، حيث توفي.